# Trump dance

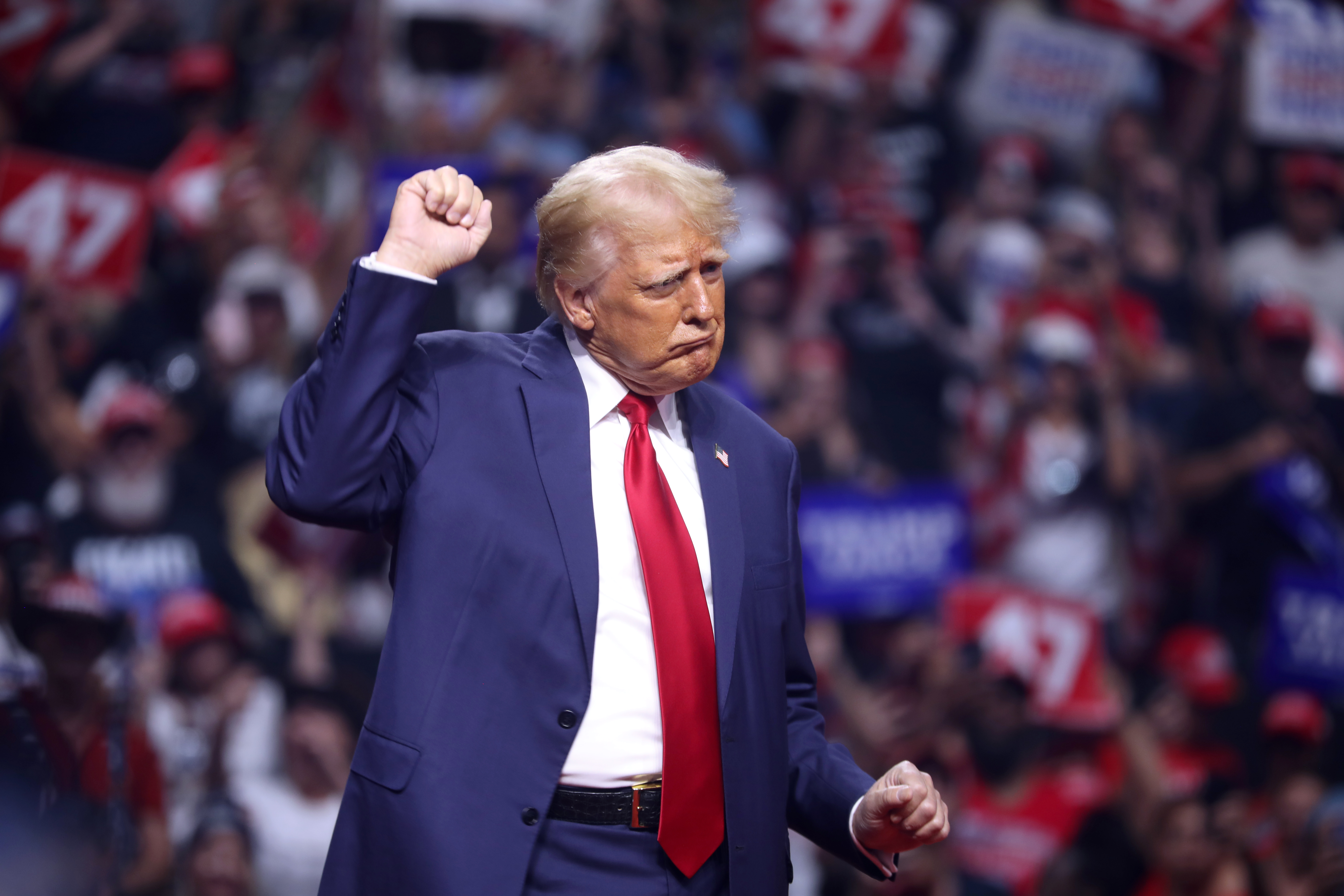
Donald Trump realizando su característico baile en Arizona en 2024.

Trump dance es un movimiento de celebración inspirado en los gestos característicos del magnate y dos veces presidente de los Estados Unidos, Donald Trump, mientras suena la popular canción de Village People, Y.M.C.A.. El baile ha ganado notabilidad entre los atletas profesionales y universitarios de varios deportes. Implica golpear el aire lentamente y sacudir las caderas, lo que refleja los movimientos que Trump ha realizado a menudo en eventos políticos.

## Trasfondo
El baile se originó en la campaña presidencial de Trump en 2020 cuando éste busca reelegirse, donde sus movimientos se convirtieron en un aspecto notable de su personalidad pública. Con el tiempo, estos gestos se popularizaron a través de las redes sociales y finalmente fueron adoptados por personas fuera de la esfera política.
El baile se realiza balanceando las caderas en un movimiento de lado a lado mientras se realizan golpes de puño alternos y suaves desde el nivel de la cadera. En octubre de 2024, Trump comenzó a realizar un swing de golf de pantomima como parte del baile. Según el Times of India, esto provocó «una ola de reacción» en las redes sociales.

## Uso del baile como celebración deportiva
El Trump dance se ha observado en importantes eventos deportivos y los atletas lo han incorporado a sus rutinas de celebración.
- Calvin Ridley de Tennessee Titans, Nick Bosa de San Francisco 49ers, y Za'Darius Smith de Detroit Lions, son algunos de los jugadores de fútbol americano conocidos por hacer este baile.[4]

- El futbolista Christian Pulisic utilizó el baile para celebrar un gol durante un partido del 18 de noviembre de 2024. Pulisic declaró más tarde: «No es un baile político. Fue solo por diversión». En noviembre de 2024, los miembros del equipo inglés Barnsley F.C. realizaron el baile de Trump después de marcar un gol contra el Cambridge United.[5]

- El peleador de MMA y campeón de peso completo de UFC, Jon Jones, incorporó el baile a sus celebraciones posteriores a su combate en el evento UFC 309, al que asistió Trump.

- La golfista profesional Charley Hull realizó el baile durante un partido de torneo el 17 de noviembre de 2024.[6]